# Quint Emili Let
Quint Emili Let (en llatí Quintus Aemilius Laetus) va ser un militar romà del segle ii.
Era prefecte del pretori sota l'emperador Còmmode. Let va ser un dels que van assassinar Còmmode juntament amb Eclecte, i li van oferir el tron vacant a Pertinax. Let, però, davant l'absència de Pèrtinax, va ser el primer en incitar els pretorians a revoltar-se i va proclamar emperador a Quint Sosi Falcó que era cònsol. Aquesta revolta va poder ser apaivagada. Després de la mort de Pertinax, Let no van donar suport actiu a Didi Julià, i la seva carrera va acabar, ja que Julià el va fer matar sota la sospita que era favorable a Septimi Sever.